# Paleta de los cazadores
La paleta de los cazadores o paleta de la caza del león es un objeto conmemorativo del periodo Naqada III, posiblemente hallada en Abydos o Amarna.

## Estructura
Las paletas en el Antiguo Egipto, como la de los Cazadores, eran empleadas para preparar los cosméticos. Sin embargo, las paletas tan elaboradas como esta eran empleadas como función puramente ritual. Su amplia decoración parece señalar esto. Esta paleta conserva el círculo del centro, usado para triturar los minerales necesarios para el maquillaje, que es prueba de su propósito original.
La paleta es simétrica. Las figuras humanas están colocadas en los lados de la paleta, separadas por los animales. Se ha intentado (sin éxito) alinear a los personajes.

## Figuras

### Figuras humanas
En la escena, las figuras humanas son jóvenes varones, siete de ellos (Los protagonistas principales) con armas de largo alcance (arcos). Los cazadores están divididos en dos secciones, y cada una de éstas realiza una función distinta en la caza.

### Armas de los cazadores
Los cazadores portan mazas de cabeza de pera, arcos, hachas, lanzas, estandartes y palos arrojadizos. El papel central de las figuras humanas lo realizan los arqueros: éstos, en la vanguardia, se encargan de aniquilar al león.

#### Arcos
El arco es el arma protagonista de esta historia. Los dos leones aparecen asaetados por las flechas egipcias. Una figura muy curiosa es una de un arquero con tres flechas de punta traversal listas para disparar. Otras figuras están ya preparadas para disparar con una sola flecha.

## Simbología
Esta paleta simboliza el éxito del Alto Egipto sobre el Bajo Egipto, y en general, el orden universal (La Maat, representada por los egipcios) imponiéndose sobre el desorden (las bestias).
El león que tira de su cachorro ensartado en flechas probablemente representa un líder extranjero o el caos.